# Liste des épisodes de La Cinquième Dimension

Cette page recense les épisodes de la série télévisée américaine La Cinquième Dimension.

## Saison 1 (1985–1986)
|     | Titre français                    | Titre anglais                        | Réalisateur                         | Vedette(s)            |
| --- | --------------------------------- | ------------------------------------ | ----------------------------------- | --------------------- |
| 1a  | Le Jour de la déchirure           | Shatterday                           | Wes Craven                          | Bruce Willis          |
| 1b  | Une petite paix bien tranquille   | A Little Peace and Quiet             | Wes Craven                          | Melinda Dillon        |
| 2a  | Jeux de mots                      | Wordplay                             | Wes Craven                          | Robert Klein          |
| 2b  | Rêve-machine                      | Dreams for Sale                      | Tommy Lee Wallace                   | Meg Foster            |
| 2c  | Rencontre du cinquième type       | Chameleon                            | Wes Craven                          | John Ashton           |
| 3a  | Le Guérisseur                     | Healer                               | Sigmund Neufeld Jr.                 | Eric Bogosian         |
| 3b  | Zoo d'enfants                     | Children's Zoo                       | Robert Downey Sr.                   | Lorna Luft            |
| 3c  | Kentucky Rye                      | Kentucky Rye                         | John Hancock                        | Jeffrey DeMunn        |
| 4a  | Enfant de nulle part              | Little Boy Lost                      | Tommy Lee Wallace                   | Scott Grimes          |
| 4b  | La Banque des vœux                | Wish Bank                            | Rick Friedberg                      | Dee Wallace           |
| 4c  | La Lumière des ténèbres           | Nightcrawlers                        | William Friedkin                    | Scott Paulin          |
| 5a  | Pour qu'elle ne meure pas         | If She Dies                          | John Hancock                        | Tony Lo Bianco        |
| 5b  | L'Amour déçu de Cupidon           | Ye Gods                              | Peter Medak                         | David Dukes           |
| 6a  | QI mortel                         | Examination Day                      | Paul Lynch                          | Christopher Allport   |
| 6b  | Le Futur des passés               | A Message From Charity               | Paul Lynch                          | Robert Duncan McNeill |
| 7a  | Lieu maudit                       | Teacher's Aide                       | B.W.L. Norton                       | Adrienne Barbeau      |
| 7b  | Gardien de l'univers              | Paladin of the Lost Hour             | Gilbert Cates (pseud. Alan Smithee) | Danny Kaye            |
| 8a  | Le Nègre de Shakespeare           | Act Break                            | Ted Flicker                         | James Coco            |
| 8b  | Le Mal génétique                  | The Burning Man                      | J.D. Feigelson                      | Piper Laurie          |
| 8c  | Un Pacte avec le diable           | Dealer's Choice                      | Wes Craven                          | Morgan Freeman        |
| 9a  | Les Escarpins de feu Suzanne      | Dead Woman's Shoes                   | Peter Medak                         | Helen Mirren          |
| 9b  | Le Bazar de M. Wong               | Wong's Lost and Found Emporium       | Paul Lynch                          | Brian Tochi           |
| 10a | L'Ombre de la nuit                | The Shadow Man                       | Joe Dante                           | Jonathan Ward         |
| 10b | Le Petit Magicien                 | The Uncle Devil Show                 | David Steinberg                     | Murphy Dunne          |
| 10c | Chasse ouverte                    | Opening Day                          | John Milius                         | Martin Kove           |
| 11a | Le Phare                          | The Beacon                           | Gerd Oswald                         | Martin Landau         |
| 11b | Le Parcours de ma vie             | One Life, Furnished in Early Poverty | Don Carlos Dunaway                  | Peter Riegert         |
| 12a | L'Hologramme de l'amour           | Her Pilgrim Soul                     | Wes Craven                          | Kristoffer Tabori     |
| 12b | Mon âme au diable                 | I of Newton                          | Kenneth Gilbert                     | Sherman Hemsley       |
| 13a | Croyez-vous encore au Père Noël ? | Night of the Meek                    | Martha Coolidge                     | Richard Mulligan      |
| 13b | Copie non conforme                | But Can She Type?                    | Shelley Levinson                    | Pam Dawber            |
| 13c | L'Étoile du berger                | The Star                             | Gerd Oswald                         | Donald Moffat         |
| 14a | Images vivantes                   | Still Life                           | Peter Medak                         | Robert Carradine      |
| 14b | Les Petits Hommes verts           | The Little People of Killany Woods   | J.D. Feigelson                      | Hamilton Camp         |
| 14c | Dessert explosif                  | The Misfortune Cookie                | Allan Arkush                        | Elliott Gould         |
| 15a | La Nuit des monstres              | Monsters!                            | B.W.L. Norton                       | Ralph Bellamy         |
| 15b | Risque de paix mondiale           | A Small Talent for War               | Claudia Weill                       | John Glover           |
| 15c | Les Coulisses du temps            | A Matter of Minutes                  | Sheldon Larry                       | Adam Arkin            |
| 16a | L'Ascenseur                       | The Elevator                         | R.L. Thomas                         | Robert Prescott       |
| 16b | Voir l'homme invisible            | To See the Invisible Man             | Noel Black                          | Peter Hobbs           |
| 16c | Les Dents et la Sagesse           | Tooth and Consequences               | Robert Downey Sr.                   | David Birney          |
| 17a | Bienvenue à Winfield              | Welcome To Winfield                  | Bruce Bilson                        | Gerrit Graham         |
| 17b | Sursis                            | Quarantine                           | Martha Coolidge                     | Scott Wilson          |
| 18a | Le Spectre de Grand-Mère          | Gramma                               | Bradford May                        | Barret Oliver         |
| 18b | L'Imaginaire vivant               | Personal Demons                      | Peter Medak                         | Martin Balsam         |
| 18c | Histoire de monstre               | Cold Reading                         | Gus Trikonis                        | Dick Shawn            |
| 19a | Les Trois Vœux                    | The Leprechaun Artist                | Tommy Lee Wallace                   | Danny Nucci           |
| 19b | Le Convoi de la mort              | Dead Run                             | Paul Trucker                        | Steve Railsback       |
| 20a | Telle était ma destinée           | Profile in Silver                    | John D. Hancock                     | Lane Smith            |
| 20b | Appuyez sur le bouton             | Button, Button                       | Peter Medak                         | Mare Winningham       |
| 21a | Parole de fou                     | Need To Know                         | Paul Lynch                          | William Petersen      |
| 21b | La Neige rouge                    | Red Snow                             | Jeannot Szwarc                      | George Dzundza        |
| 22a | Rire ou mourir au Paradis         | Take My Life...Please!               | Gus Trikonis                        | Tim Thomerson         |
| 22b | L'Alphabet du Diable              | Devil's Alphabet                     | Robert Hunter                       | Ben Cross             |
| 22c | On ne vit qu'une fois             | The Library                          | John D. Hancock                     | Frances Conroy        |
| 23a | Jeux d'ombres                     | Shadow Play                          | Paul Lynch                          | Peter Coyote          |
| 23b | Chant de grâce                    | Grace Note                           | Peter Medak                         | Julia Migenes         |
| 24a | Les Extraterrestres               | A Day in Beaumont                    | Philip DeGuere                      | Victor Garber         |
| 24b | Le Dernier Chevalier              | The Last Defender of Camelot         | Jeannot Szwarc                      | Richard Kiley         |

## Saison 2 (1986–1987)
|     | Titre français                 | Titre anglais             | Réalisateur       | Vedette(s)          |
| --- | ------------------------------ | ------------------------- | ----------------- | ------------------- |
| 25a | Le King                        | The Once and Future King  | Jim McBride       | Jeff Yagher         |
| 25b | Un mot pour le dire            | A Saucer of Loneliness    | John D. Hancock   | Shelley Duvall      |
| 26a | À quoi servent les amis ?      | What Are Friends For?     | Gus Trikonis      | Tom Skerritt        |
| 26b | L'Éternelle Jeunesse           | Aqua Vita                 | Paul Tucker       | Mimi Kennedy        |
| 27a | Le Conteur                     | The Storyteller           | Paul Lynch        | David Faustino      |
| 27b | La Chanson de la nuit          | Nightsong                 | Bradford May      | Lisa Eilbacher      |
| 28a | Le Mannequin                   | The After Hours           | Bruce Malmuth     | Terry Farrell       |
| 28b | L'Avenir du futur              | Lost and Found            | Gus Trikonis      | Cindy Harrell       |
| 28c | Jardin secret                  | The World Next Door       | Paul Lynch        | George Wendt        |
| 29  | Le Don de l'enfer              | The Toys of Caliban       | Douglas Jackson   | Richard Mulligan    |
| 30  | Le Piano complice              | The Convict's Piano       | Thomas J. Wright  | Joe Penny           |
| 31  | J'étais au Canada              | The Road Less Traveled    | Wes Craven        | Cliff DeYoung       |
| 32a | La Carte de la dernière chance | The Card                  | Bradford May      | Susan Blakely       |
| 32b | Le Futur antérieur             | The Junction              | Bill Duke         | William Allen Young |
| 33a | La Balade des souvenirs        | Joy Ride                  | Gil Bettman       | Robert Knepper      |
| 33b | Sans abri                      | Shelter Skelter           | Martha Coolidge   | Joe Mantegna        |
| 33c | Fréquence spéciale             | Private Channel           | Douglas Jackson   | Scott Coffey        |
| 34a | Comment sauver Térésa Golowitz | Time and Teresa Golowitz  | Shelley Levinson  | Paul Sand           |
| 34b | Les Voix de la Terre           | Voices in the Earth       | Curtis Harrington | Martin Balsam       |
| 35a | L'Orée du monde                | Song of the Younger World | Corey Allen       | Jennifer Rubin      |
| 35b | Ma femme, mon amour            | The Girl I Married        | Philip DeGuere    | Linda Kelsey        |

## Saison 3 (1988–1989)
|    | Titre français                          | Titre anglais                         | Réalisateur       | Vedette(s)        |
| -- | --------------------------------------- | ------------------------------------- | ----------------- | ----------------- |
| 36 | Le Cas étrange d'Edgar Witherspoon      | The Curious Case of Edgar Witherspoon | Paul Lynch        | Harry Morgan      |
| 37 | La Seconde Chance                       | Extra Innings                         | Douglas Jackson   | Marc Singer       |
| 38 | Le Prix de la culpabilité               | The Crossing                          | Paul Lynch        | Ted Shackelford   |
| 39 | Les Chasseurs                           | The Hunters                           | Paul Lynch        | Louise Fletcher   |
| 40 | Le Mauvais Rêve                         | Dream Me a Life                       | Paul Lynch        | Eddie Albert      |
| 41 | Régression de mémoire                   | Memories                              | Ryszard Bugajski  | Barbara Stock     |
| 42 | La Méthode Hellgrammite                 | The Hellgrammite Method               | Ryszard Bugajski  | Timothy Bottoms   |
| 43 | Tante Séréna est mourante               | Our Selena is Dying                   | Bruce Pittman     | Terri Garber      |
| 44 | L'Appel                                 | The Call                              | Bruce Pittman     | William Sanderson |
| 45 | La Transe                               | The Trance                            | Brad Turner       | Peter Scolari     |
| 46 | Légitime Défense                        | Acts of Terror                        | Brad Turner       | Melanie Mayron    |
| 47 | Vision 20/20                            | 20/20 Vision                          | Bruce Pittman     | Michael Moriarty  |
| 48 | Il était une fois                       | There Was an Old Woman                | Sturia Gunnarsson | Colleen Dewhurst  |
| 49 | La Vieille Malle                        | The Trunk                             | Paul Lynch        | Bud Cort          |
| 50 | Le cœur a ses raisons                   | Appointment on Route 17               | Atom Egoyan       | Paul Le Mat       |
| 51 | L'Équation de la mort                   | The Cold Equations                    | Brad Turner       | Terence Knox      |
| 52 | L'Étranger dans le bois                 | Stranger in Possum Meadow             | Sturia Gunnarsson | Steve Kanaly      |
| 53 | Pertes et Profits                       | Street of Shadows                     | Atom Egoyan       | Charles Haid      |
| 54 | La Métamorphose des murs                | Something in the Walls                | Eric Till         | Deborah Raffin    |
| 55 | Une partie particulière                 | A Game of Pool                        | Atom Egoyan       | Esai Morales      |
| 56 | Le Passage                              | The Wall                              | Atom Egoyan       | John Beck         |
| 57 | Chambre 2426                            | Room 2426                             | Ryszard Bugajski  | Dean Stockwell    |
| 58 | Souvenirs à vendre                      | The Mind of Simon Foster              | Douglas Jackson   | Bruce Weitz       |
| 59 | Le Chat et la Souris                    | Cat and Mouse                         | Eric Till         | Pamela Bellwood   |
| 60 | Épidémie                                | Many, Many Monkeys                    | Ryszard Bugajski  | Karen Valentine   |
| 61 | Un rendez-vous tant attendu             | Rendezvous in a Dark Place            | Ryszard Bugajski  | Janet Leigh       |
| 62 | Souriez, vous êtes filmé                | Special Service                       | Paul Lynch        | David Naughton    |
| 63 | L'amour est aveugle                     | Love is Blind                         | Ryszard Bugajski  | Ben Murphy        |
| 64 | Secoué comme des glaçons dans un shaker | Crazy as a Soup Sandwich              | Paul Lynch        | Anthony Franciosa |
| 65 | Lutte de générations                    | Father and Son Game                   | Randy Bradshaw    | Ed Marinaro (en)  |